# 파울 메부스
파울 메부스(독일어: Paul Mebus, 1920년 6월 9일~1993년 12월 11일)는 독일의 전 축구 선수이다.
그는 서독 국가대표팀 일원으로 1954년 월드컵을 우승했다. 그는 서독 국가대표팀 일원으로 6번의 경기에 출전했고, 독일 '2군' 경기에도 2번 출전했다. 그는 리그 무대에서 벤라트와 쾰른에서 활약했다.
메부스는 안쪽 공격수와 돌출형 수비수로 모두 소화할 수 있었다. 그는 후자의 역할을 맡아 1950년대 독일의 정상급 선수로 거듭났다. 비록 그는 기술적으로 출중한 선수이나, 몸상태가 최고가 아니였기에 서독 국가대표팀에서 주전으로 도약하지는 못했다. 서독 국가대표팀에서, 그는 주로 좌측 전방 수비수로 출전했는데, 그는 이 자리를 놓고 카를 마이와 치열한 경쟁을 펼쳤다. 그가 출전한 유일한 1954년 월드컵 경기는 3-8로 패한 헝가리와의 조별 리그 경기였다. 이 경기 후 서독 국가대표팀의 제프 헤르베르거 감독은 샤워 중 노래를 하는 메부스를 목격했다. 대패 후, 헤어베어거 감독은 이 행위를 용납할 수 없었고, 메부스는 이후 헤어베어거 감독의 부름을 받지 못했다.
메부스는 1956년에 은퇴했다. 그 후, 그는 트로이스도어프, 오이스키어헨, 그리고 슐레부시를 1960년대에 지도했고, 투라 헤네프, 회헨하우스, 그리고 아이토어프를 1970년대에 지도했다. 그는 1993년에 영면에 들었다.